# Reiulf Steen

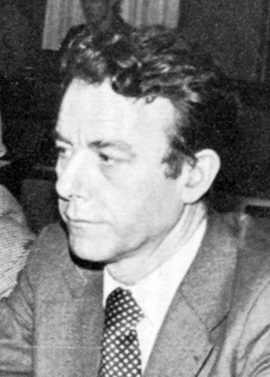
Steen um 1979

Reiulf Steen (* 16. August 1933 in Hurum; † 5. Juni 2014 in Oslo) war ein norwegischer Politiker der sozialdemokratischen Partei Arbeiderpartiet (Ap), deren Vorsitzender er von 1975 bis 1981 war. Von März 1971 bis Oktober 1972 fungierte er als Verkehrsminister und von Oktober 1979 bis Februar 1981 als Handels- und Schifffahrtsminister. Steen war in den Jahren von 1977 bis 1992 Abgeordneter im Storting. Anschließend war er bis 1996 norwegischer Botschafter in Chile.

## Leben

### Herkunft und Familie
Steen kam im Jahr 1933 als Sohn zweier Fabrikarbeiter in einem von der Arbeiterbewegung geprägten Umfeld zur Welt. Sein Vater war Gewerkschafter und stellvertretender Bürgermeister von Hurum. Er starb, als Reiulf Steen sieben Jahre alt war. Steen ging im Jahr 1960 seine erste Ehe ein. Aus der Ehe gingen vier Söhne hervor. Sein Sohn Robert Steen (* 1961) war von 2015 bis 2019 Finanz-Byråd in Oslo. Im Jahr 1980 heiratete Reiulf Steen die chilenisch-stämmige Inés Vargas, die bis 1973 Vizejustizministerin unter Salvador Allende war.

### Bis 1975: AUF-Vorsitzender, stellvertretender Parteivorsitzender und Verkehrsminister
Ab 1950 arbeitete Steen als Fabrikarbeiter bei Norsk Sprængstofindustri. Von 1954 bis 1958 war er schließlich als Journalist bei der Zeitung Fremtiden in Drammen tätig. Zugleich engagierte er sich im Arbeidernes Ungdomsfylking (AUF), der Arbeiderpartiet-Jugendorganisation. Von 1954 bis 1958 stand er der AUF im Fylke Buskerud vor. Anschließend fungierte er bis 1961 als AUF-Generalsekretär auf Landesebene. In den Jahren 1961 bis 1964 stand er schließlich der Parteijugend vor. In seiner Funktion als AUF-Vorsitzender gehörte Steen zudem dem Parteivorstand der Arbeiderpartiet an. Von 1964 bis 1965 war er Sekretär der Arbeiderpartiet-Fraktion im norwegischen Nationalparlament, dem Storting.
Im Jahr 1965 wurde Steen zum stellvertretenden Arbeiderpartiet-Vorsitzenden gewählt. In der Folge stand er mehrfach dem Parteigremium vor, das das Parteiprogramm ausarbeitete. Am 17. März 1971 wurde er zum Verkehrsminister in der neu gebildeten Regierung Bratteli I ernannt. Er blieb bis zum Abtritt der Regierung am 18. Oktober 1972 im Amt.

### 1975–1992: Parteivorsitzender und Stortingsabgeordneter
Im Jahr 1975 erfolgte Steens Wahl zum Parteivorsitzenden. Im Gegensatz zu den meisten Arbeiderpartiet-Vorsitzenden wurde er jedoch nie Ministerpräsident. Stattdessen ging der Posten an Odvar Nordli, mit dem Steen die Partei als Doppelspitze führen sollte. Die Zusammenarbeit zwischen den beiden sowie zwischen Steen und der stellvertretenden Parteivorsitzenden Gro Harlem Brundtland galt als angespannt. Steen beschrieb den Machtkampf dieser Zeit später selbst in mehreren Büchern.
Bei der Parlamentswahl 1977 zog Steen für den Wahlkreis Oslo erstmals in das norwegische Nationalparlament, das Storting, ein. Dort übernahm er den Posten als Vorsitzender des Außenausschusses und wurde Mitglied im Arbeiderpartiet-Fraktionsvorstand. Im Jahr 1978 wurde er Vizepräsident der Sozialistischen Internationalen. Am 18. Oktober 1979 trat Steen im Rahmen einer größeren Regierungsumbildung als Nachfolger von Hallvard Bakke in die Regierung Nordli ein. Dort bekleidete er bis zu Nordlis Rücktritt am 4. Februar 1981 den Posten als Handels- und Schifffahrtsminister. Nachdem er aufgrund seiner Regierungsmitgliedschaft sein Mandat im Storting hatte ruhen lassen müssen, wurde er daraufhin im Storting wieder Vorsitzender des Außenausschusses. Seine Zeit als Parteivorsitzender endete im Jahr 1981, als Gro Harlem Brundtland zu seiner Nachfolgerin gewählt wurde.
Nach der Stortingswahl 1981 übernahm er den Vorsitz des Ausschusses für Kirche und Bildung. Nach der Wahl 1985, bei der er für den Wahlkreis Akershus kandidierte, wurde er Vizepräsident des Parlaments. Zudem gehörte er in der bis 1989 andauernden Legislaturperiode erneut dem Fraktionsvorstand an. Kurz vor der Parlamentswahl 1989 wurde bekannt, dass der mit ihm befreundete Möbelhändler Arvid Engen Tonbandaufzeichnungen von Gesprächen mit bekannten Politikern und einen Brief von Steen aus dem Jahr 1981, in dem er sich negativ über Gro Harlem Brundtland äußerte, besaß. Die Veröffentlichung des dem norwegischen Rundfunk vorliegenden Briefes konnte Steen verhindern. Der in Norwegen als Edderkoppsaken bezeichnete politische Skandal schadete sowohl seinem Ansehen als auch dem Wahlkampf der Arbeiderpartiet. Als bereits im Vorfeld bestimmter Spitzenkandidat im Wahlkreis Akershus konnte er im September 1989 erneut in das Storting einziehen. Dort wurde er einfaches Mitglied im Außenausschuss. Nach der Wahl kamen über ein Buch neue Informationen von Engen an die Öffentlichkeit. Steen veröffentlichte kurz darauf das Buch Maktkamp, in dem er selbst den Brief über Brundtland veröffentlichte. Das Werk wurde aufgrund seines Inhalts medial stark rezipiert.

### Ab 1992: Rückzug aus der Politik

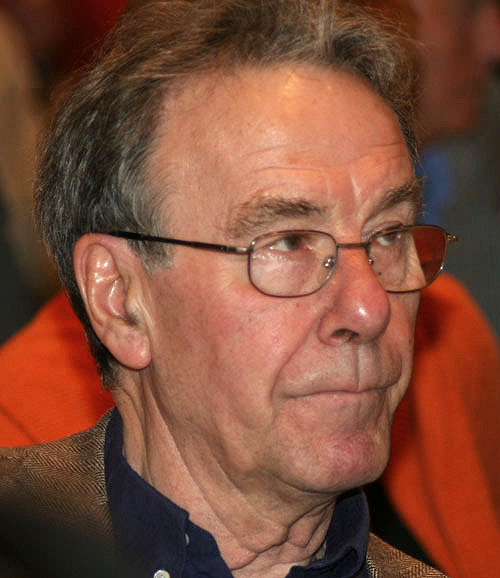
Reiulf Steen, Oslo 2007

Im Jahr 1992 begann seine Amtszeit als Botschafter in Chile. Aus diesem Grund verließ er vor dem eigentlichen Ende seiner letzten Legislaturperiode im Herbst 1993 das Storting bereits im Jahr 1992. Seine Amtszeit als Botschafter in Chile endete 1996. Anschließend arbeitete er bis 2000 als Berater bei der Forschungsstiftung FAFO.
Steen war zuletzt bereits länger gesundheitlich angeschlagen und litt an Parkinson. Er starb im Juni 2014 im Alter von 80 Jahren.

## Autor
Bereits während seiner Zeit als Politiker schrieb Steen mehrere Bücher. Im Jahr 1986 veröffentlichte er mit Der hjertet banker seine ersten Memoiren. In Inés – og det elskede landet schrieb Steen über seine zweite Ehefrau und ihr Heimatland Chile. Sein Buch Maktkamp aus dem Jahr 1989, das kurz nach dem Bekanntwerden der Details rund um die Edderkoppsaken herauskam, gehörte mit einer Auflage von etwa 50.000 Exemplaren zu den am meisten verkauften norwegischen Büchern des Jahres. Im Jahr 1998 gab er Beretninger heraus, ein Buch mit politischen Reflexionen. In seinem im Jahr 2000 veröffentlichten Buch Jordskjelv schrieb Steen erstmals offener über seine eigenen Erfahrungen mit Depressionen und Alkoholmissbrauch. Seine letzte Veröffentlichung wurde Ørnen har landet im Jahr 2003.

## Werke
- 1979: Norsk utenriks- og sikkerhetspolitikk
- 1986: Der hjertet banker
- 1988: Inés – og det elskede landet
- 1989: Maktkamp
- 1992: Ideene lever!
- 1998: Beretninger
- 1999: Underveis
- 2000: Jordskjelv
- 2003: Ørnen har landet